# McCain Foods
Pour les articles homonymes, voir McCain.
McCain Foods Limited, fondée en 1957, est une entreprise canadienne spécialisée dans la transformation et la distribution de produits alimentaires. Elle est surtout connue en tant que productrice de frites surgelées.

## Description

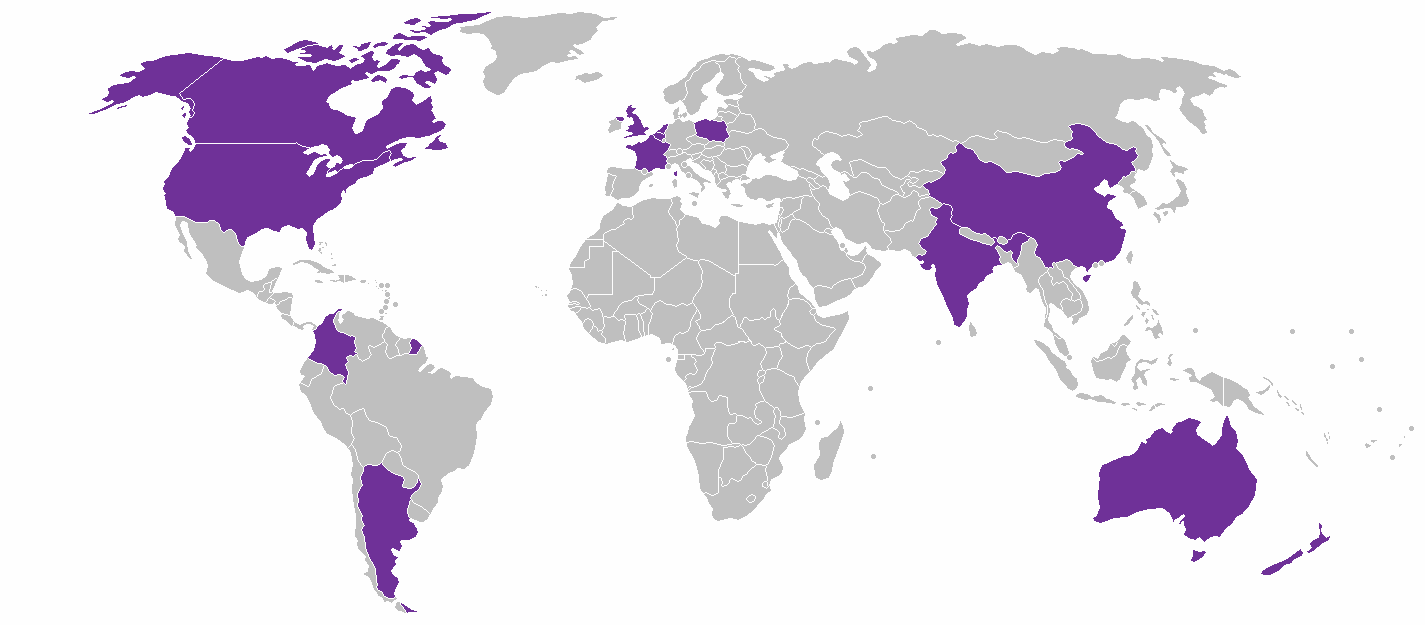
En violet : pays dans lesquels McCain Foods possède des usines.

La société McCain Foods emploie environ 20 000 personnes dans ses 55 usines à travers le monde[réf. nécessaire].
La société n'est pas cotée en bourse ; les actions appartiennent toutes à la famille fondatrice[réf. nécessaire]
McCain Foods a réalisé un chiffre d'affaires d'environ 5,7 milliards CAD en 2005.

## Historique
Elle est fondée en 1957 par deux frères, Harrison et Wallace McCain à Florenceville-Bristol au Nouveau-Brunswick. Leur neveu Allison McCain est le président du conseil d'administration depuis 2002.
Elle invente le procédé de la surgélation de la pomme de terre frite. 
En juillet 2012, McCain Foods rachète CêlaVíta, société néerlandaise basée à Wezep, numéro un de la pomme de terre fraîche au Benelux. Trois mois plus tard, en octobre, McCain reprend l'entreprise Belge Lutosa.

## Filiales

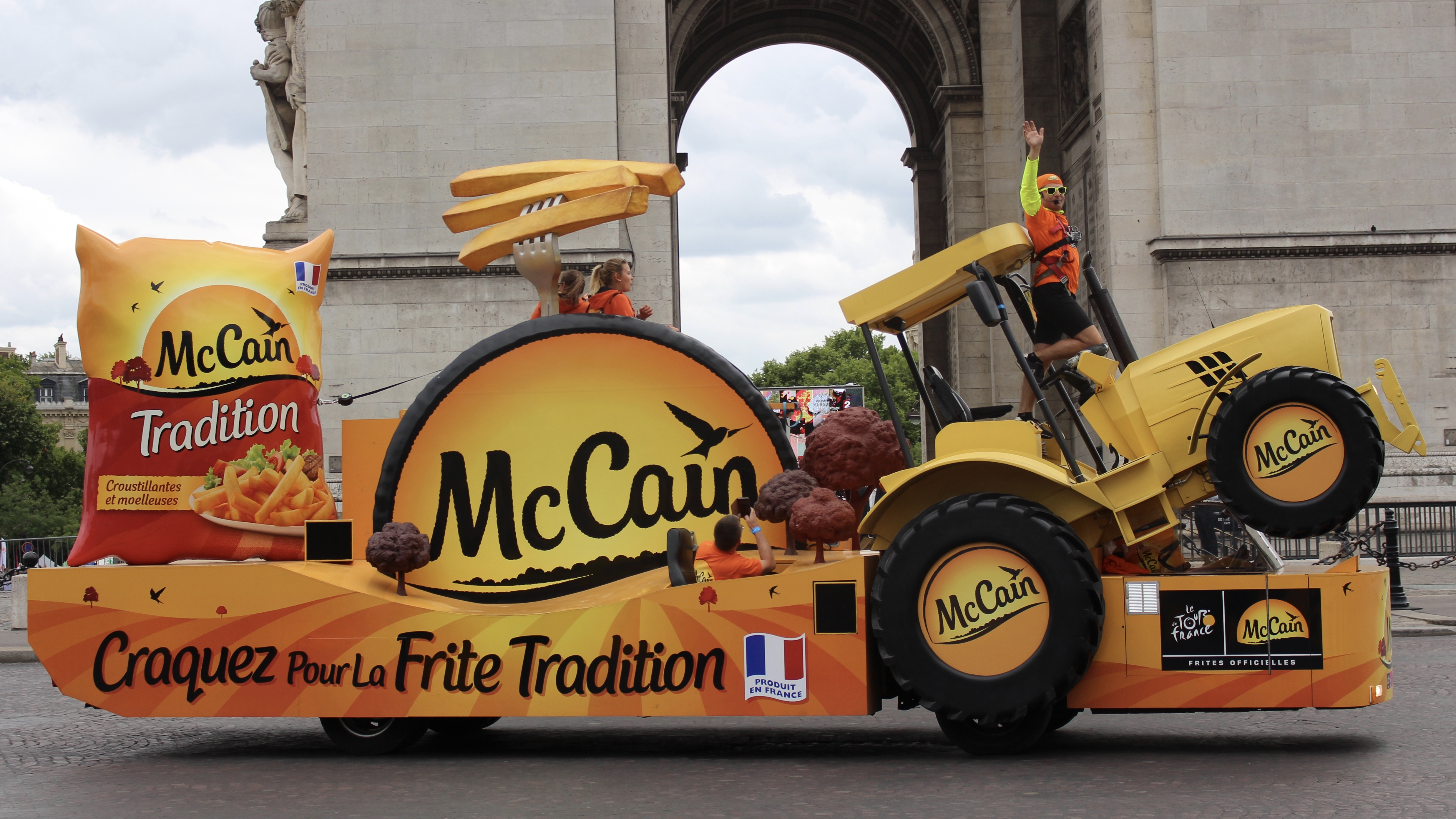
Un char McCain dans la caravane du Tour de France.

### Australie
- McCain Food Australie (Victoria)
- Kitchen of Sara Lee (Victoria)

### Canada
- McCain Foods (Canada) (Florenceville) ;
- Wong Wing Foods (Montréal), spécialités chinoises, société acquise en 2002 ;
- Day & Ross Transportation Group (Hartland (Nouveau-Brunswick)), un des principaux transporteurs routiers du Canada, fondé en 1950 et racheté par McCain Foods en 1965[4].

### États-Unis
- McCain Foods États-Unis (Lisle (Illinois))
- Infinity Foods : Plover (Wisconsin)

### Europe continentale
- Le siège régional est situé à Villeneuve-d'Ascq, à la Haute Borne.

### France
- Mc Cain Alimentaire SAS, siège à Harnes, trois usines à Béthune, Harnes et Matougues[5].

### Belgique
- Lutosa - Leuze en Hainaut

### Pays-Bas
- Service alimentaire McCain (Hollande)
- CêlaVíta (Wezep)
- Van Geloven (Tilbourg)

### Sources
- La société McCain Foods annonce l'acquisition de Jon Lin Frozen Foods, La Presse canadienne, 11 juin 2006
- McCain, le canadien qui a la frite, Capital 176, mai 2006